# Demokratická strana (USA)
Demokratická strana (anglicky: Democratic Party) je vedle Republikánské strany jedna ze dvou hlavních politických stran ve Spojených státech amerických. Stranu pod současným názvem založil kolem roku 1828 Andrew Jackson, ale kořeny strany sahají do roku 1792, kdy Thomas Jefferson, pozdější prezident USA, založil Demokraticko-republikánskou stranu. Podle těchto měřítek by byla Demokratická strana nejstarší politickou stranou světa. Z hlediska politických postojů jsou demokraté v USA považováni za středolevici, v Evropě jsou však považováni spíše za středovou stranu. Dosud měly Spojené státy americké celkem 16 prezidentů z Demokratické strany.

## Historie

### Vytvoření znaku
Znakem strany je osel. K oslovi přirovnávali kritici už demokratického kandidáta na prezidenta Andrewa Jacksona v roce 1828, protože se jim nelíbily jeho údajně populistické názory. Mužem, který ale oslíka navždy spojil s Demokratickou stranou, byl karikaturista Thomas Nast. Roku 1870 totiž použil osla, aby znázornil protiválečné politické sympatizanty, s nimiž nesouhlasil. Narážel tím hlavně na některé prodemokratické magazíny a deníky. Odtud tradice pomalu přešla i ke straně samotné. Barvou strany je modrá, kterou ji televize označila v průzkumu a GOP přidělila barvu červenou. I přes fakt, že modré jsou většinou konzervativní a červené levicové strany, obě politické formace si tyto barvy přivlastnily.

### Omezení politiky rasové segregace
V roce 1965 demokraté prosadili Zákon o imigraci a občanství, který zrušil rasová omezení pro imigraci z Asie, Afriky a Latinské Ameriky a v důsledku toho vedl ke změně etnického složení Spojených států.
Většina demokratů podporovala povinné rozvážení dětí odlišných ras do škol v jiných čtvrtích, aby byla podpořena rasová diverzita na amerických školách (tzv. desegregation busing). Demokraté také tradičně podporují pozitivní diskriminaci (tzv. affirmative action) na amerických univerzitách, dle které se při přijímání studentů na univerzity rozhoduje podle rasového klíče a zvýhodňují se Afroameričané a Hispánci.

### Stranická krize 70. let 20. století
V průběhu sedmdesátých let 20. století došlo k pokusu posílit vliv prostých voličů oproti stranickým špičkám. K tomu účelu vznikly kvóty, které zajistily přítomnost slabších a menších sociálních skupin na Národním konventu a zároveň s tím, již musel každý zástupce být přímo zavázán hlasovat pro konkrétního kandidáta. Tím byl umenšen vliv vůdců a na konventu v roce 1976 se prezidentským kandidátem demokratů stal poměrně neznámý lokální politik Jimmy Carter, který projevil organizační schopnosti a bez stranické podpory zvládl kampaň v primárkách. To vedlo k vyhrocení vnitřních stranických konfliktů. Výsledkem pak byla v roce 1982 opětovná změna pravidel, která zvýšila vliv politických organizátorů a vůdců při výběru prezidentských kandidátů. Také došlo k redukci délky předvolební kampaně v primárkách z dvaceti na patnáct týdnů.

## Ideologie a politika

### Ideologické ukotvení

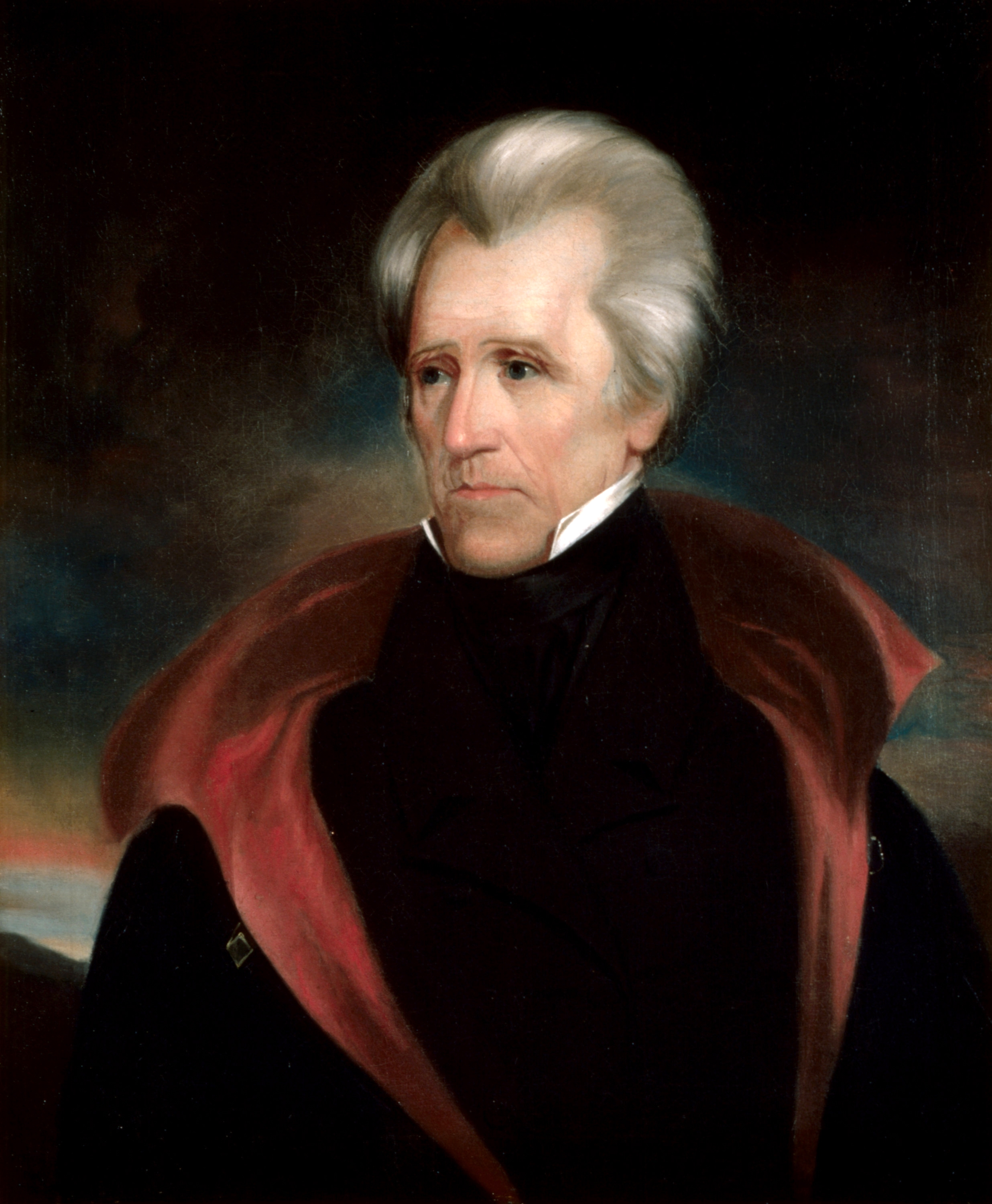
Andrew Jackson, zakladatel moderní Demokratické strany

Demokratická strana na americké politické ose zaujímá středolevicové a liberální postoje. Strana má úměrnou vnitřní rozmanitost; tradičním jádrem strany je ideologie sociálního liberalismu, ale v současnosti se postupně prosazuje směr zvaný progresivismus. Vyskytují se zde i sociálně demokratické a zelené proudy. Počátkem 21. století se v Demokratické straně začínají objevovat i radikálně socialistické proudy; jejich nejznámějším představitelem je senátor Bernie Sanders, který však není zapsaným členem strany. Jednou z hlavních tváří radikálně progresivistického křídla strany je poslankyně Sněmovny reprezentantů Alexandria Ocasio-Cortezová, která je považována za hlavní postavu skupiny čtyř žen ve Sněmovně zvané The Squad.

### Domácí politika
Demokraté oproti republikánům kladou větší důraz na řešení sociálních problémů (dostupné bydlení, snížení nezaměstnanosti, podpora nejchudších atd.) a také na liberální témata (legalizace interrupcí, měkkých drog a homosexuálních sňatků, pozitivní diskriminace). Prosazují progresivní daň a větší zásahy státu do hospodářství, i když ne tak rozsáhlé jako levicové strany v Evropě. Podporují imigraci (včetně amnestie pro nelegální přistěhovalce) a angažují se ve vyšší míře v obraně lidských práv, práv národnostních menšin a LGBT. Kladou velký důraz na zelené hodnoty – jako je ochrana životního prostředí, snížení emisí skleníkových plynů a podpora obnovitelných zdrojů.

### Zahraniční politika
V zahraniční politice chtějí krom udržování dobrých vztahů s Kanadou a Velkou Británií, prohlubovat vztahy i s jinými zeměmi, zejména s Francií, Německem a se zeměmi ze Střední a Jižní Ameriky (např. s Mexikem, či Brazílií). V zahraničněpolitických a bezpečnostních otázkách (např. boj proti komunismu a islámskému terorismu, nepřátelství k Rusku, vojenské intervence na Blízkém východě, masové sledování ze strany NSA) se s Republikány výrazně neodlišují.

## Struktura

### Vnitřní struktura
Vnitřní struktura existuje spíše formálně než fakticky. Okresní organizace de facto neexistují a oblastní a státní výbory mají charakter koalic držitelů moci, tedy těch, kteří disponují nějakou funkcí, pokud je strana u moci.[zdroj?]
Nejvyšší stranický orgán se nazývá Demokratický národní výbor (význam „national“ je v USA „federální“) (Democratic National Committee), ve kterém působí zástupci ze všech států Unie. Hlavním úkolem výboru je vypracovat pravidla pro jednání Národního (federálního) konventu (National Convention) a zajišťovat další věci, zejména shánění příspěvků.
Předsedu strany volí členové Demokratického národního výboru. V případě že Demokratická strana má svého prezidenta, volba je zpravidla formalitou, protože členové výboru obvykle podpoří prezidentův návrh. Je nutné, aby předseda strany neměl žádný vztah k případným uchazečům o funkci prezidenta.[zdroj?]

### Strany v jednotlivých státech
- Minnesota: Minnesotská demokratická zemědělská strana práce

### Mezinárodní příslušnost
Demokratická strana je členem Progresivní aliance. Přesto se její členové občas účastní i mezinárodních sjezdů u liberálních a také sociálně demokratických stran.

## Voličská základna

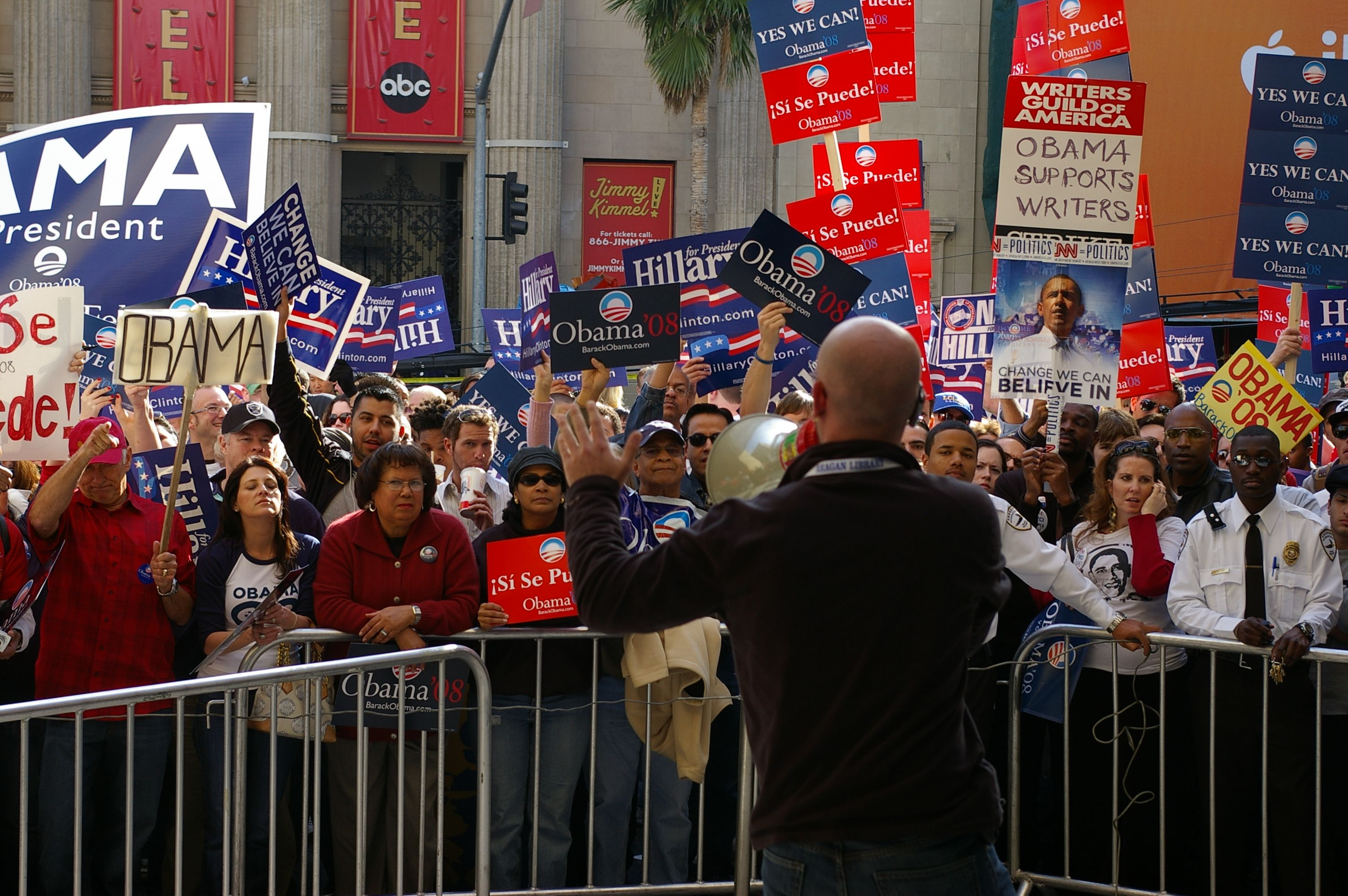
Stoupenci demokratických kandidátů Baracka Obamy a Hillary Clintonové v Los Angeles v roce 2008

V rámci průzkumů se více obyvatel identifikuje s demokraty než republikány. Podporu mají více ve městech, než na venkově. Zvlášť v amerických velkoměstech - New York, Los Angeles, Chicago, San Francisco nebo hlavní město Washington, D.C. Ve srovnání s republikány měli demokraté tradičně o něco větší podporu u nejchudší až střední vrstvy obyvatelstva a u absolventů vysokých škol. Dále také u etnických menšin, jako jsou Afroameričané a u hispánského obyvatelstva. Výjimku tvoří imigranti z Kuby, kteří jsou zvláště početní na Floridě a přistěhovalci z Venezuely, kteří většinově tíhnou k republikánům. Výraznou podporu mají demokraté u rostoucí komunity asijských Američanů.
Podporu Američanů původem ze Spojeného království a z kontinentální Evropy pro demokraty či republikány nelze vyčíslit. Američané původem z Anglie, Walesu a Skotska a také z Irska jsou stále největší poměrně homogenní etnickou skupinou ve Spojených státech. Nepříliš velkou podporu má Demokratická strana u početných Američanů německého původu, kteří jsou většinou dobře situovaní, a dále také u lidí, jejichž předkové nebo oni sami přišli ze zemí střední Evropy včetně Čechů a Slováků.